# Steve Williams (tastierista)
Steve Williams (St Asaph, 20 ottobre 1971) è un tastierista e compositore britannico, fondatore, leader e principale compositore della power metal band Power Quest.

## Biografia
Williams fu il primo tastierista dei DragonForce (all'epoca ancora chiamati DragonHeart), suonando con loro dal 1999 al 2000 e registrando il demo Valley of the Damned. Un brano scritto da lui, Where Dragons Rule, compare nel primo album della band (omonimo al demo) nell'edizione giapponese e nella ristampa occidentale del 2010. Dopo aver lasciato i DragonHeart, nel 2001 fondò i Power Quest, di cui fu leader e principale compositore nell'arco di tutta la loro carriera. La band fu ufficialmente sciolta da Williams il 10 gennaio 2013, indicando come cause principali le difficoltà economiche e uno scarso sostegno da parte dell'etichetta. Sei mesi dopo fu annunciato il suo ingresso negli Eden's Curse, in sostituzione dell'uscente Alessandro Del Vecchio.
Parallelamente ai Power Quest, Williams militò in vari altri gruppi. Per due anni (2003–2004) fu membro dei Mercury Rain, contribuendo alla registrazione del loro secondo album St. Matthieu. Nel 2008, su richiesta di David Shankle, entrò nel David Shankle Group, ma uscì dalla formazione poco dopo, all'inizio del 2009. Inoltre dal 2011 è membro nella neoclassical metal band Iron Mask, anche se non inserito tra i membri ufficiali e pertanto non partecipando alle registrazioni in studio.
Nel 2016 riformò i Power Quest. Poco dopo lasciò gli Eden's Curse, sostituito da Christian Pulkkinen.

## Discografia

### Con i DragonForce
- 2000 – Valley of the Damned (demo)

### Con i Power Quest
- 2002 – Wings of Forever
- 2003 – Neverworld
- 2005 – Magic Never Dies
- 2008 – Master of Illusion
- 2011 – Blood Alliance
- 2017 – Sixth Dimension

### Con i Mercury Rain
- 2004 – St. Matthieu

### Con gli Eden's Curse
- 2013 – Symphony of Sin
- 2015 – Live with the Curse (live)

### Altre apparizioni
- DragonForce – Valley of the Damned (2003) - autore
- Caamora – She (2008)
- Eden's Curse – Cardinal (2016) - autore